# Celsa (colonie romaine)
Pour les articles homonymes, voir Celsa.
Celsa ou Colonia Celsa est le nom d'une colonie de citoyens romains fondée dans la commune de l'actuelle Velilla de Ebro par Lépide vers 44 av. J.-C. et qui est abandonnée peu après en 70 apr. J.-C., probablement à la suite de la montée en puissance de Caesaraugusta.
Elle est déclarée Monument historique et artistique appartenant au Trésor Artistique National par décret du 3 juin 1931 sous le nom de « Ruines romaines de Velilla de Ebro ». Actuellement, le site est considéré comme un bien d’intérêt culturel.